# Marion Anthony Zioncheck
Marion Anthony Zioncheck (ur. 5 grudnia 1901 w Kętach, zm. 7 sierpnia 1936 w  Seattle) – amerykański polityk, członek Izby Reprezentantów w latach 1933–1936.
W 1905 jego rodzice wyjechali z Polski do Ameryki, zabierając go z sobą. Osiedli w Seattle w stanie Waszyngton. W latach 1919–1929 studiował prawo na Uniwersytecie Waszyngtonu; tam związał się z Partią Demokratyczną, która poparła go w wyborach do Kongresu w 1932. Jako kongresmen Zioncheck znany był głównie z pijackich eskapad. Ataki prasy, a także krytyka popieranej przez niego polityki Franklina Roosevelta, wpędziły go w depresję i doprowadziły do samobójstwa – wyskoczył z okna swojego biura w Seattle. Zostawił notatkę następującej treści: Jedyną nadzieją mojego życia była zmiana fatalnego systemu i dania szansy, jeśli nie na zamożność, to na godne przetrwanie tym, którzy zmuszeni są żyć w ubóstwie.
Mandat Mariona Zionchecka objął jego przyjaciel i sojusznik polityczny, Warren Magnuson.